# Figures féminines à l'origine du peuplement de l'île de la Réunion
Vous pouvez aider à l'améliorer ou bien discuter des problèmes sur sa page de discussion.
- Il peut contenir un travail inédit ou des déclarations non vérifiées. Vous pouvez l’améliorer en ajoutant des références. (Marqué depuis décembre 2020)

Vous pouvez aider à l'améliorer ou bien discuter des problèmes sur sa page de discussion.
- Il ne cite pas suffisamment ses sources. Vous pouvez indiquer les passages à sourcer avec {{référence nécessaire}} ou {{Référence souhaitée}}, et inclure les références utiles en les liant aux notes de bas de page. (Marqué depuis décembre 2020)
- Il ne s’appuie pas, ou pas assez, sur des sources secondaires ou tertiaires. (Marqué depuis décembre 2020)
- Son titre n'est pas conforme aux conventions de Wikipédia. Renommez l'article pour que son titre décrive précisément et brièvement le sujet traité en respectant ces conventions. (Marqué depuis mai 2024)

- Archive Wikiwix
- Bing
- Cairn
- DuckDuckGo
- E. Universalis
- Gallica
- Google
- G. Books
- G. News
- G. Scholar
- Persée
- Qwant
- (zh) Baidu
- (ru) Yandex
- (wd) trouver des œuvres sur Wikidata

Les Figures féminines à l'origine du peuplement de l'île de la Réunion sont deux soeurs malgaches, Marie et Marguerite Caze. Elles arrivent en 1663 et sont les premières femmes de l'île.
Trois autres soeurs les rejoindront vers 1671. Les premières françaises arrivent en 1667 ; puis, des femmes venant de Fort-Dauphin en 1676, et des femmes indiennes, vers 1678 ; en 1729, les premières esclaves arrivent d'Afrique.

## Débuts du peuplement de l'île
L'île de la Réunion est déserte lorsque les Arabes la découvrent au XVe siècle et la nomment Dina Morgabin (signifiant île de l'Ouest). En 1649, l'île prend le nom d'île Bourbon. En 1646 et 1654, deux débarquements de mutins sont exclusivement masculins. 
En 1663, deux colons français, Samson Lebeau et Louis Payen, arrivent, accompagnés de dix Malgaches (sept hommes et trois fillettes). Ils viennent du comptoir de Fort-Dauphin sur l'île de Madagascar. Les Malgaches étaient des serviteurs, bien que le commerce de traite ait été jusque là interdit par la Compagnie des Indes orientales (cela changera avec l'arrivée d'Étienne Regnault en 1665). Ils seront les premiers habitants sédentaires. Le peuplement commence avec leur arrivée.
Les femmes sont en minorité et très convoitées. La discorde éclate entre les colons et les Malgaches. D'autres femmes arrivent de France en 1667, et des Indes, vers 1678.
De 1678 à 1718, il n'y a plus d'arrivée de femmes. Les seules présentes sur l'île sont issues de l'union de couples déjà formés sur le territoire. Les hommes continuent de débarquer. Cette infériorité numérique des femmes entraîne des mariages précoces, avec des jeunes filles de 10 à 14 ans, jusqu’en 1700 environ.
À l'époque, on[Qui ?] recense alors douze à quinze mères de famille malgaches, sept à huit mères de familles françaises, et quinze à seize femmes d’origines indienne et portugaise. Le nombre d'enfants par couple varie de dix à seize[réf. nécessaire].

## Les premières Malgaches
Le 14 novembre 1663, le Saint-Charles a accosté sur l’île de la Réunion, avec, à son bord, deux sœurs malgaches de 8 et 9 ans : Marie Caze, née vers 1655 à Anôsy et morte en 1735, et Marguerite Caze, née vers 1654, date de sa mort inconnue. Ces jeunes filles sont les premières femmes de l'île de la Réunion. 
La troisième femme s'appelle Anne Finna ; elle est née en 1641 à Anôsy, et a épousé un Malgache, Antoine Haar, en 1667, à Saint-Paul. 
Marie Caze donnera naissance à la première Réunionnaise. Elle a épousé Jean Mousse, accouche le 14 avril 1668, de sa fille, Anne Mousse. Elle aura une seconde fille, Cécile Mousse, née vers 1675. Après la mort de son époux, elle se remarie avec le Français Michel Frémont. 
Marguerite Caze épouse un Malgache du nom d’Étienne Lambouquiti ; de leur union naissent onze enfants : huit garçons et trois filles.
Trois autres sœurs Caze arrivent après 1663, probablement en 1671.
Anne Caze est née en 1650 et morte le 8 mai 1723 ; elle épouse Paul Cauzan, le second de Louis Payen, à Fort-Dauphin ; de cette union, naît François Cauzan en 1671. En 1678, veuve, elle épouse le Français Gilles Launay, compagnon d'Étienne Regnault, le premier gouverneur de Bourbon. Avec lui, elle aura cinq enfants ; seules, deux filles survivront, Marguerite et Anne.
Jeanne Caze épouse un Malgache, Gilles Leheretchi. Les deux soeurs, Marguerite et Jeanne, ne sont pas mariées à des Français, et donc rentrent dans le système esclavagiste, mis en place à partir de 1680 sur l’île. Elles, ainsi que leurs enfants, deviennent de ce fait les esclaves de leur sœur, Anne Caze.
Enfin, Marie-Anne Caze débarque sur l'île Bourbon vers 1676 ; elle se marie en 1680 avec le Français François Rivière, et donne naissance, le 1er janvier 1681, à leur fille, Françoise Rivière.

### Anne Mousse
Anne Mousse, née le 14 avril 1668, est la fille de Jean Mousse et de Marie Caze. Elle est la troisième naissance de l'île et la première naissance féminine. Elle grandit à Saint-Paul ; à 19 ans, en 1687, (la même année que sa sœur Cécile), elle épouse un colon français de 53 ans, Noël Tessier. Ils s'installent sur une concession du gouverneur, à Sainte-Marie, dont ils sont les premiers habitants.  
Sur ces terres, la canne à sucre pousse en abondance ; pour la broyer, ils fabriquent le premier fangourin. Le couple possédait jusqu'à 35 bœufs, 50 cochons et 130 cabris. Ils avaient également cinq esclaves (deux femmes et trois hommes), qui les aidaient dans les tâches agricoles ou ménagères. Ils auront huit enfants dont six filles. Anne devient une notable et fonde une chapelle en 1729.  
Sa sœur Cécile est, elle aussi, venue s’installer à Sainte-Marie avec son époux Gilles Dugain. En 1713, 52 personnes, issues de neuf familles, vivent à Sainte-Marie. Huit de ces familles, soit 47 personnes, appartiennent à la branche Tessier-Dugain. 
À 54 ans, en 1722, Anne Mousse épouse en secondes noces Dominique Ferrère, un Portugais qui a 20 ans de moins qu’elle. Ils n'auront pas d'enfants. 
Anne Mousse meurt le 19 mars 1733, grand-mère de 65 petits-enfants. Comme dernière volonté, elle demande la création d’un centre paroissial. En septembre 1733, ses fils et ses gendres font des donations de terrains à la congrégation des Lazaristes pour la construction d’édifices religieux. En 1754, l’église, le presbytère et le cimetière sont achevés.

### Louise Siarane
Louise Sariane fait partie d’une vague d’émigration de Fort-Dauphin vers l’île Bourbon. Le 26 août 1674, 2000 villageois malgaches de Fort-Dauphin se soulèvent contre les colons français. Plus de la moitié de ces villageois sont massacrés ; 63 personnes parviennent à fuir. Parmi elles, Louise Siarane, son compagnon français Étienne Grondin, qu’elle a épousé vers 1669, et leur fils. Ils partent de Madagascar à bord du vaisseau Blanc Pignon, originellement chargé d'acheminer des livres d’argent à Surate. Leur voyage dure deux ans, passant par le Mozambique et les Indes. En mai 1676, ils arrivent à l’île Bourbon. Louise a environ 31 ans. 
À la mort de son mari, elle se remarie avec Antoine Payet, un soldat de la Compagnie des Indes, en 1677. Ils s’installent à Saint-Paul, dans une habitation de la Compagnie. Ensemble, ils ont dix enfants. Ils vivent de l’agriculture et de l’élevage, aidés de sept serviteurs (trois hommes et quatre femmes). Ils récoltent du blé, du riz, des légumes, des patates, des oignons, des songes, des brindilles, des haricots, etc. Louise Siarane influencera l’alimentation de base de la population. Étant malgache, elle se nourrit principalement de riz, plus facile à conserver que le blé. 
Son mari, Antoine Payet, cultive également de la canne à sucre. Celle-ci permet de produire une eau-de-vie, l’arak. En plus, la famille possède un élevage de 60 bœufs, 50 cabris et 12 cochons. 
Louise Siarane, comme toutes les femmes de la région, cumule le travail dans les champs et le travail familial. Elle est réputée pour sa sagesse, sa bonté et la force mise dans son travail. C’est une bonne mère, une bonne épouse et une bonne travailleuse. Elle élève sa famille dans ses principes, vivant simplement aux côtés de la nature. Elle est élégante, habillée essentiellement de tissus indiens troqués lors d’escales de navires sur la baie de Saint-Paul. 
Elle meurt le 24 septembre 1705, à 60 ans. Elle laisse l'image de la grand-mère malgache des Réunionnaises. 

### Louise Payet
Louise Payet est une des dix enfants de Louise Siarane et Antoine Payet. On a peu d’informations sur elle : de grandes qualités, particulièrement courageuse, et d’une grande volonté. 
Elle épouse son premier mari, François Cauzan (fils de Paul Cauzan et d’Anne Caze) à seulement 11 ans. Souffrant de la goutte, il apprend à son épouse à écrire et à lire lorsqu’elle aura une trentaine d’années. 
En 1716, elle épouse son second mari, Jacques Macé. Elle n’aura aucun enfant de ses deux mariages. Comme sa mère, Louise Siarane, elle transmettra ses connaissances auprès des enfants de ses amis ou de sa famille.

## Arrivées des premières indiennes
Le peuplement de l'île s'est  fait ensuite par une vague d’immigration de femmes indiennes. La plupart arrivent par le Rossignol, en provenance de Surate, durant le mois de novembre 1678, selon Jules Bernard et Bernard Monge. 
Elles sont en majorité jeunes et catholiques, cette religion étant imposée par les colonisateurs français et portugais. Les navigateurs sont incités à épouser des femmes indiennes, ce qui explique leur présence. Les premiers enfants issus de cette immigration naissent vers 1680.

### Françoise Dominique Domingue Rosaire
Françoise Rosaire, autrement nommée Dos Rosarios, serait indienne. Elle arrive à l'Île Bourbon en 1678. Avant son départ, elle épouse en 1675 le parisien Guy Royer. Ils vivent ensemble à Saint-Paul, modestement, voire mal, des cultures de riz, blé, patate et canne. Ils ont trois filles : Jeanne naît vers 1676, Louise vers 1679 et Marie née en 1681. 
Françoise Rosaire meurt peu après son arrivée sur l’île, avant 1687. 
Dominique serait la quatrième fille de Françoise Rosaire. Elle naît aux Indes vers 1662, et arrive à l'Île Bourbon vers 15 ans. Âgée d'à peine 17 ans, elle épouse Samson Lebeau, un soldat français de la Compagnie de 27 ans, à Sainte-Suzanne. Ils auront onze enfants : six garçons et cinq filles, nés entre 1681 et 1710. 
À 56 ans, Dominique est veuve et choisit de ne pas se remarier. Elle possède un grand patrimoine foncier. Les terres entre la Rivière-des-Roches et la Rivière-des-Marsouins lui sont attribuées par le Conseil Supérieur de Bourbon.
Le 6 janvier 1740 à Saint-Benoît, Françoise meurt à l’âge de 78 ans, laissant 46 petits-enfants. 
Domingue Rosaire est la sœur de Françoise. Elle est née à Daman en Inde. En 1679, elle épouse le français Julien Dailliou, engagé par la Compagnie ; ils ont un premier enfant le 12 avril 1680, à Saint-Paul, Geneviève, puis trois filles entre 1681 et 1685, et un garçon très attendu, Jean-Baptiste en 1686. Elle vit heureuse avec son mari, ses enfants et de bonnes récoltes. Elle meurt le 11 septembre 1688 à Saint-Paul.
Françoise, Dominique et Domingue jouissent d’une grande partie des terres de l’île, car elles sont issues de la deuxième décennie du peuplement de l'île.

## Arrivée des premières françaises
En 1667, arrive les six premières françaises. Ces femmes sont les rescapées d’un voyage en bateau périlleux : au départ, 32 femmes étaient à bord. Elles ont été recrutées par la Compagnie des Indes, toutes issues d'un milieu défavorisé. On en connaît quelques unes : 
- Antoinette Renaud, arrivée en 1667, née à Lyon, elle épouse Jean Bellon, vivra à Saint-Paul, et aura avec lui un fils et six filles ;
- Marie Baudry, née à Calais, épousera René Hoareau, un colon français ;
- Marguerite Compiègne, née en Picardie, arrivée à l’âge de 15 ans, épousera François Mussard, un chasseur d’esclave très connu sur l’île ;
- Jeanne de la Croix, originaire de Boulogne-sur-Mer, âgée également de 15 ans, elle épouse en premières noces Claude Mollet (1667), puis, en secondes noces, Pierre Hibon (1680) ;
- Léonarde Pille, née dans la Manche, qui épousera Henri Dennemont, et Jean Brun en secondes noces, en 1679 ;

Françoise Chatelain de Cressy, elle, arrive à la Réunion en 1670 ; elle serait née le 23 novembre 1654, au château de Dongé, Maine-et-Loire, selon Henri Cornu, ou en 1660, à Paris, selon Jean Barassin. Son père, Philippe le Chastelain, est un riche bourgeois, originaire de la commune de Falaise, en Normandie. Sa mère, Françoise de Launay fut héritière du château Dongé. À la mort de sa mère, vers 1665, son père quitte le foyer familial, abandonnant sa fille. Considérée au même titre qu'une orpheline, le pensionnat de la Salpêtrière à Paris décide de la recueillir. Lorsqu'elle eut 16 ans, elle fut transférée sur l'île de la Réunion à bord du bateau La Dunkerquoise, avec quinze autres jeunes filles de son âge, pour épouser des colons français. 

## Arrivée des esclaves d'Afrique
Au XVIIIe siècle, dans le cadre du commerce de la traite, l'Afrique joue un rôle important dans le développement de population de l'île de la Réunion. En 1729, 209 esclaves, provenant de Juda, sont vendus sur l'île par la Compagnie des Indes. Elle fit ensuite transporter 76 puis 188 esclaves de Gorée en 1730 et 1731. La majorité fut achetée sur la côte orientale du continent, un petit nombre arrive de l’Afrique de l’Ouest. 
Marie-Geneviève Niama est née vers 1734 au Sénégal. Elle est la petite-fille de Tounka Niama, roi de Galaam. À 9 ans, elle est capturée lors d'une razzia. Elle sera rachetée par Jean-Baptiste Geoffroy et deviendra sa concubine. (Les relations entre maître et esclave étaient pourtant formellement interdites par le code noir). Ils auront une fille en 1751, nommée Jeanne Thérèse. Marie-Geneviève Niama mourra en 1808, à l’ile Maurice.